# Luigi Barberis (militare)
Luigi Barberis (Alessandria, 31 maggio 1875 – Bricherasio, 1946) è stato un generale italiano del Genio Navale, particolarmente distintosi nel corso della Grande Guerra nella fasi successive alla disfatta di Caporetto.

## Biografia

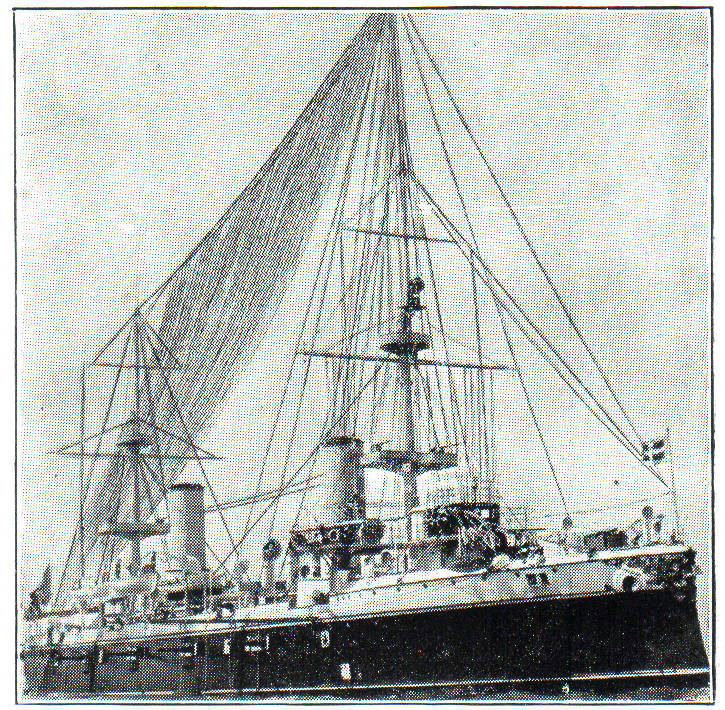
L'incrociatore corazzato Carlo Alberto impiegato per gli esperimenti di trasmissione radio da Guglielmo Marconi.

Nacque ad Alessandria il 31 maggio 1875, undicesimo dei 14 figli di Pietro, maggior generale nel Corpo Amministrativo dell'Azienda Generale di Guerra, e di Luigia Pansa. Frequentò il Real Collegio "Carlo Alberto" di Moncalieri ottenendo la licenza liceale con il massimo dei voti, e meritandosi il titolo di “Principe degli Studi”. Laureatosi nel 1897 in ingegneria industriale-elettrotecnica al Politecnico di Torino, nel 1899 ottiene a Genova la seconda laurea in ingegneria navale entrando, poco tempo dopo, a far parte della Regia Marina.
Nel 1902 è in viaggio con Guglielmo Marconi sull'incrociatore corazzato Carlo Alberto nel Mare del Nord, nel Mare Baltico e nell'Oceano Atlantico: collabora e partecipa ai primi storici esperimenti di trasmissione radio transoceanica (è suo il progetto della speciale alberatura della nave, attrezzata per ricevere i segnali telegrafici senza fili).
Dopo aver lavorato presso gli arsenali di Livorno, Taranto e Venezia, dal 1912 al 1914 viene inviato dalla Marina in missione speciale negli Stati Uniti d'America.
Allo scoppio della prima guerra mondiale è maggiore del Genio navale  e dirige la Sezione Riparazioni Urgenti dell'arsenale di Venezia. Nel 1916 riceve un elogio dal Ministro Corsi per l'approntamento dell'operazione, ideata da Nazario Sauro, di forzamento dell'ostruzione del canale di Fasana (Pola). Si deve soprattutto al suo zelo infaticabile se in breve tempo fu possibile rendere silenziosi i due MAS equipaggiandoli con motori elettrici.
Nell'aprile del 1917 inventa e prepara la cesoia idraulica, successivamente usata durante l’operazione svolta da Luigi Rizzo per forzare lo sbarramento di reti metalliche del porto di Trieste e affondare la nave da battaglia austro-ungarica Wien.
Nel 1917 viene promosso tenente colonnello ed è destinato presso il Comando Marina a supporto della 3ª Armata. In prima linea sul fronte lagunare veneto, è decorato con la medaglia d'argento al valor militare, una seconda medaglia di bronzo e la croce al merito di guerra,  per il coraggio dimostrato in varie occasioni sotto il fuoco nemico durante importanti operazioni di recupero di materiale bellico svoltesi nel litorale nord-adriatico (salvataggio di rimorchiatori e pontoni armati, recupero della batteria galleggiante Monfalcone, sgombero della città di Grado dopo la battaglia di Caporetto e preparazione di 52 pontoni armati).
Sul finire del 1917 viene chiamato ad Ancona per sovrintendere alle operazioni di salvataggio e recupero dei pontoni armati Faà di Bruno e Alfredo Cappellini, naufragati al largo di Senigallia. Di ritorno a Venezia è impegnato nel recupero della cannoniera Folgore colpita e affondata dagli austriaci.
Nell’ultimo anno di guerra è nuovamente inviato ad Ancona per dirigerne l'Arsenale e nel 1919 partecipa alla missione italiana nel Caucaso guidata dal colonnello Melchiade Gabba.
Dopo essere stato Direttore della Direzione delle Costruzioni Navali dell'Arsenale di Pola e dell'Ufficio Tecnico Navale di Genova, dal 1925 è destinato a Roma al Ministero della marina e nel 1931 viene nominato, dal Ministero delle comunicazioni, membro del Comitato Tecnico - Sezione Navale - del Registro Italiano Navale e Aeronautico.
Nel 1933–1934 è a Ginevra in qualità di esperto di spese militari presso la Conferenza del disarmo della Società delle Nazioni.
Dal 1935 al 1941, destinato al Ministero delle Comunicazioni presso la Direzione Generale della Marina Mercantile, diresse la costruzione delle quattro bananiere RAMB di 3.600 tonnellate e delle quattro navi cisterna di 15.000 tonnellate per l'AGIP (battezzate con i nomi: "Irido Mantovani", "Franco Martelli", "Giulio Giordani" e "Sergio Laghi").
La malattia lo costringe a trascorrere periodi sempre più lunghi nella sua casa di campagna di Bricherasio ove muore nel 1946.
Fu membro di importanti istituzioni quali il Consiglio Nazionale delle Ricerche  la Società per il Progresso delle Scienze,  la National Geographic Society. Parlava 5 lingue (francese, inglese, tedesco, spagnolo, russo). Di lui si conservano più di 70 pubblicazioni tecnico-scientifiche trattanti argomenti relativi alle costruzioni navali, alle spese militari e alle fonti energetiche.

## Pubblicazioni
- Sul costo delle navi estere tipo Dreadnought, in Rivista Marittima, 1911.
- Un Arsenale ideale, in Rivista Marittima, Officiale Poligrafica Italiana, Anno XLVII, Roma, gennaio-febbraio-marzo 1914.[9]
- La moda delle navi lunghe, Rivista marittima,  1928
- Il combustibile liquido e il suo avvenire, Rassegna Italiana, 1928
- Spese militari delle sette maggiori potenze, Rivista Marittima, 1933
- RAMB Navi bananiere, Ministero delle Colonie, 1936
- Il petrolio del Caucaso, La Rivista Italiana del Petrolio, 1941
- Nuove navi cisterna, AGIP, 1941.
- UN SOGNO: MARE NOSTRUM, in  "Echi e Commenti " n° 22 del 20 novembre 1941.
- In viaggio con Marconi, Magenes, Milano, 2014